# Подоба (деревня)
Подоба — деревня в Шегарском районе Томской области. В составе Северного сельского поселения.

## История
Основана в 1776 г. В 1926 году состояла из 72 хозяйств, основное население — русские. Центр Подобинского сельсовета Кривошеинского района Томского округа Сибирского края.

## Население
| 1926 | 2002 | 2010 | 2012 | 2013 | 2014 | 2015 |
| ---- | ---- | ---- | ---- | ---- | ---- | ---- |
| 328  | ↘166 | ↘114 | ↘110 | ↗111 | ↗112 | ↗113 |
| 2021 |      |      |      |      |      |      |
| ↘73  |      |      |      |      |      |      |